# Distretto di Aubonne
Il distretto di Aubonne è stato un distretto del Canton Vaud, in Svizzera. Confinava con i distretti di Rolle a sud, di Nyon a ovest, di La Vallée e Cossonay a nord e con quello di Morges a est. Il capoluogo era Aubonne.
Si estendeva su una superficie di 153,25 km² e nel 2005 contava 11 882 abitanti ripartiti su 17 comuni suddivisi in 3 circoli.
In seguito alla riforma territoriale entrata in vigore nel 2008 il distretto è stato soppresso e i suoi comuni sono entrati a far parte del distretto di Morges, tranne Longirod, Marchissy e Saint-George che si sono uniti al distretto di Nyon.

## Comuni

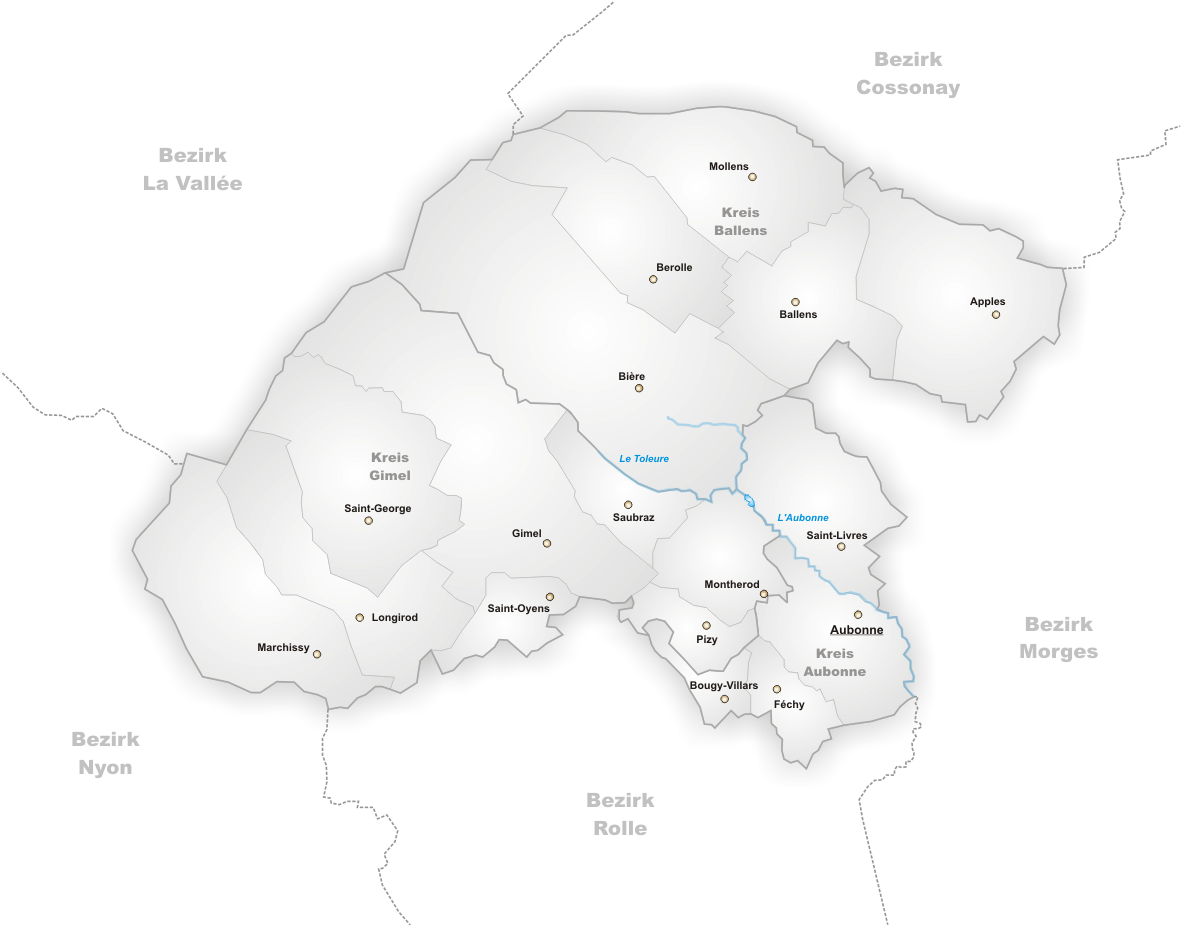
Comuni del distretto di Aubonne

| Aubonne       | 2749 | 9,39 |
| Bougy-Villars | 422  | 1,78 |
| Féchy         | 726  | 2,71 |
| Saint-Livres  | 570  | 8,10 |

| Apples  | 1157 | 12,89 |
| Ballens | 394  | 8,47  |
| Berolle | 235  | 9,59  |
| Bière   | 1421 | 25,00 |
| Mollens | 267  | 11,00 |

| Gimel        | 1447 | 18,86 |
| Longirod     | 376  | 9,48  |
| Marchissy    | 356  | 11,98 |
| Montherod    | 475  | 4,97  |
| Saint-George | 754  | 12,30 |
| Saint-Oyens  | 266  | 3,04  |
| Saubraz      | 267  | 3,69  |